# 転職の魔王様
『転職の魔王様』（てんしょくのまおうさま、英題：THE EXPERT OF CHANGING JOBS）は、額賀澪による日本の経済小説。全5話からなる連作短編集。2021年2月6日にPHP研究所より刊行され、2023年6月6日にPHP文芸文庫より文庫化された。
新卒入社した大手広告代理店でパワハラに遭い退職してしまった主人公の女性が、叔母が経営する人材派遣会社で出会った不躾な凄腕キャリアアドバイザーに戸惑いつつも、やがてその人材派遣会社に入社し、彼との転職希望者たちへの対応を通して人間的に成長していく様子を描く。
2023年7月10日に続編となる『転職の魔王様 2.0』がPHP文芸文庫より刊行された。
2023年7月より、関西テレビにてテレビドラマが放送された。

## あらすじ
転職の魔王様
第一話 そんなこと自分で決めてください
第二話 周りが転職するから焦って自分も、ですか
第三話 転職はレビューサイトで店を選ぶのとは違うんです
第四話 貴方の人生の前ではどうだっていいものなんですよ
第五話 仕事に夢を見ないのはご自由です
転職の魔王様 2.0
第一話 大事な部分って、働いてみないとわからないんですよ
第二話 求職者の人生に責任を持つことはできません
第三話 転職を生き甲斐みたいにしては駄目です
第四話 優等生は、社会に出たら気をつけないといけないんですよ
第五話 大人なんだから、自分で決断すればいいんですよ

## 登場人物
未谷 千晴（ひつじたに ちはる）
本作の主人公。新卒入社した大手広告代理店でパワハラに遭い、3年もたたずに退職。叔母が経営する人材派遣会社「シェパード・キャリア」で転職活動を始め、そこで凄腕キャリアアドバイザー来栖と出逢う。
来栖 嵐（くるす あらし）
「シェパード・キャリア」の凄腕キャリアアドバイザー。求職者へ冷徹な対応をとることから「転職の魔王様」の異名を持つ。
落合 洋子（おちあい ようこ）
千晴の叔母。「シェパード・キャリア」の社長。元商社ウーマン。

## 書誌情報
- 額賀澪『転職の魔王様』
  - 単行本：2021年2月6日発売[1]、PHP研究所、ISBN 978-4-569-84852-5
  - 文庫本：2023年6月6日発売[3]、PHP文芸文庫、ISBN 978-4-569-90312-5
- 転職の魔王様2.0
  - 文庫本 - 2023年7月10日発売[6]、PHP文芸文庫、ISBN 978-4-569-90324-8
- 転職の魔王様3.0
  - 文庫本 - 2025年2月12日発売[7]、PHP文芸文庫、ISBN 978-4-569-90458-0

## テレビドラマ
2023年7月17日から9月25日まで、カンテレ制作・フジテレビ系列の「月曜夜10時枠の連続ドラマ」枠にて放送された。主演は成田凌。

### キャスト

#### 主要人物
来栖嵐（くるす あらし）〈30〉
演 - 成田凌（幼少期：後藤りゅうと）
本作の主人公。「シェパードキャリア」の凄腕キャリアアドバイザー。求職者へ冷徹な対応をとることから「転職の魔王様」の異名を持つ。元エリート商社マン。左足が不自由で杖を突く。見習いとして働くこととなった千晴の教育係となる。
シェパードキャリア大阪支社設立を洋子から任され、2週間大阪へ出張することになる。
児玉からアフリカへの転職をスカウトされ、その後自分を説得するよう頼まれた千晴からの面談を受けたことで、今の自分と本気で向き合ったことで、夢の形が変わったんだと本気で思い、1人でも多くの求職者の人生をいいほうに導き、嫌われても恨まれてもいい、笑顔で仕事なんてできなくてもかまわないと思えるのは、今の仕事が自分にとって大切なものであり、キャリアアドバイザーの仕事が好きだという答えを出す。
3年ほど前、交通事故の負傷で現地視察から外され異動が決まり、自暴自棄になっていたが、新卒社員のころの千晴と出会い、彼女の明るさに心を救われていた。

未谷千晴（ひつじたに ちはる）〈25〉
演 - 小芝風花
新卒入社した業界大手の広告代理店「一之宮企画」でパワハラに遭い、3年もたたず退職。叔母が経営するシェパードキャリアで転職活動を始め、そこで来栖と出逢う。
来栖から自分に自信がなく決断できないことから人の意見ばかり優先している中身が空っぽな操り人形のようだと言われ、自分の価値は自分で決めるように促される。来栖の言葉で自分の転職先を自分で決められるようになるまでは転職活動を休むことを決め、その間、叔母の洋子の勧めでシェパードキャリアで見習いとして働くことになる。
試用期間を終え、会社に残るか残らないかの選択を迫られ、シェパードキャリアで働く道を決める。
来栖に支えてもらっていたが、もっともっと成長したいと思い、彼と互いに支え合えるようなキャリアアドバイザーになるために大阪支社で働くことを決める。

#### シェパードキャリア
来栖が勤務する人材会社。
落合洋子（おちあい ようこ）〈48〉
演 - 石田ゆり子
社長。千晴の叔母でよき理解者。
旅行代理店「ヒバリツーリスト」に勤務していたが、当時交際していた君雄の社会復帰の足がかりになればとシェパードキャリアを起業している。

広沢絵里香（ひろさわ えりか）〈38〉
演 - 山口紗弥加
キャリアアドバイザー。既婚・共働きで、保育園児の母親。
以前は大手の転職エージェントに勤務していた。

犬飼翔（いぬかい しょう）〈21〉
演 - 藤原大祐
大学生のアルバイトスタッフ。
犬が好きで、犬関係の仕事に就こうとしているが、会社を訪れた転職者たちを見たことで意見が変わり、1年半後にはシェパードキャリアに入社している。

山口守男（やまぐち もりお）〈44〉
演 - おいでやす小田
キャリアアドバイザー。寺の息子で元僧侶。
温和で優しく、笑みを絶やさないことから「仏の山さん」と呼ばれる。

横山潤也（よこやま じゅんや）〈31〉
演 - 前田公輝
営業スタッフ。自信家で来栖を一方的にライバル視する。

天間聖司（てんま せいじ）
演 - 白洲迅（第6話 - 最終話）
偶然千晴と知り合った男性。千晴がシェパードキャリアの見習いから正社員になったと知ると、初対面の彼女にお祝いにアイスクリームをごちそうする。
その正体は大手転職エージェント「キャリフィクス」で働く千晴の同業者で、優しく紳士的な対応から求職者から評判であり、「転職の天使様」の異名をもつ。
駆け出しのころに担当した求職者に紹介した不正経理が慣習になっていた会社に転職した数年後、運悪く片棒を担がされて不正経理を行ったことで逮捕されたことに責任を感じ、それ以降、自分が職場見学をして問題のある会社か見極めたうえで求職者に紹介するようになったことが評判となり、上司が同僚たちにも同じやり方を強要したことでストレスを感じ反発を買い、同僚たちが辞表を用意して自分たちが辞めるか自分が辞めるか二つに一つと迫られるが、無責任に求職者をよく知らない会社に送り込むことはできないとしてやり方を変える気にはなれないことから会社に居座り続けると宣言したため、自分のせいで同僚が大量に退社し、職場では腫れ物扱いされているが、それでもやり方を変えることはできないことを来栖と千晴に明かす。その後、千晴にシェパードキャリアには変わり者が多いと言われたことで興味を持ち、シェパードキャリアに転職し、千晴たちの同僚となる。

タピオカ
演 - 米子（マイコ）（幼少期：コタピ）
洋子が飼っている猫。千晴が3年前の新入社員のころに拾った。目がタピオカに似ていることから千晴が名付けた。

#### 未谷家
未谷朝子（ひつじたに あさこ）
演 - 堀内敬子（第5話回想）
千晴の母親で、洋子の姉。元百貨店のアパレルコーナーの店員。

未谷修一（ひつじたに しゅういち）
演 - おかやまはじめ（第5話回想）
千晴の父親。

#### NORTH AND SOUTH STYLE
キッチンカー型のカフェバー。最終話でちょうどいい物件が見つかったことで店舗を持つことになり、キッチンカーとしては畳むこととなる。
清川北斗（きよかわ ほくと）〈24〉
演 - 井上翔太
オーナー。

清川ミナミ（きよかわ ミナミ）〈21〉
演 - 井本彩花
北斗の妻。キッチンカーのシェフ。

#### ゲスト

##### 第1話
小林実（こばやし みのる）
演 - 宮崎吐夢
夜道でナイフで来栖を刺そうとするが、彼に取り押さえられ、その場で改心する。
元モリシタ重工宣伝企画部で上司を相手に暴力トラブルを起こし、クビになったことからシェパードキャリアに登録して来栖が担当していた求職者だった。
千晴が面接予定だったアパレルのジーヴズ・デザインが、本来は宣伝部の若手の底上げという目的があり、ベテランを採用して若手を指導してもらうほうが効率がいいとして、来栖にマッチングされ採用される。

立花さくら（たちばな さくら）
演 - 真央
一之宮企画での千晴の元同僚。退職した彼女の仕事を引き継ぎ、落ち着いたら同期会をしようというメールを送信してくる。

竹原
演 - 堀部圭亮
一之宮企画営業企画部の部長で、千晴の元上司。何度も社長賞をとるエースであり、千晴のことを「ヒツジ」と呼んでいた。仕事でプレッシャーをかけるパワハラを働き、千晴は精神的に追い詰められ味覚障害を起こす。
パワハラは殺人で、千晴を精神的に殺しかけたと来栖に言及され、千晴がこれまでの会話をすべて録音していたと証拠のデータとされるボイスレコーダーを見せられると、データをもみ消す代わりに、シェパードキャリアに営業企画部への人材の追加紹介を求める。

一之宮企画の経営陣
演 - 川守田政人、岩本淳
ジュエル化粧品のウェブCM制作チーム全体のパフォーマンスが会社の発展に大きく貢献したと社内で高く評価し、代表の竹原に社長賞を授与する。

モデル
演 - 清瀬汐希
一之宮企画で社長賞を表彰されたジュエル化粧品のウェブCM「刺激的な変身」に出演したモデル。

##### 第2話
宇佐美由夏（うさみ ゆか）〈32〉
演 - 早見あかり（第10話回想）
大卒から10年、派遣社員として働いてきた女性。派遣先のアカツキ文具との契約終了を機に、同僚の紹介でシェパードキャリアを訪れる。
恋人の渋井との結婚を見越し、転職動機や希望職種、年収に対するこだわりが希薄であったことから来栖に苦言を呈される。しかしフリーランスで収入が不安定な渋井が結婚相手には正社員を求めていたためフラれ、彼と復縁するため千晴に一刻も早く正社員になりたいと要望を伝える。
その後、寺田ソフトの内定を得て渋井に復縁を迫るが、もう終わったことだと復縁の意志がないと告げられ、一人で生活するには寺田ソフトの年収では不安があると、寺田ソフトへの返事を保留し、他の企業の紹介を要望する。しかし、来栖にこれまで妥協し続け、渋井との結婚に逃げてしようとしていたことを指摘され、本当の幸せは何かを考えるよう促されたことで、ハードルが高くとも妥協せず自分にとって一番幸せな転職がしたいと考えるようになり、寺田ソフトの内定を辞退し、適性を見込んで来栖が紹介した通販グッズの商品企画の仕事で内定を勝ち取る。

渋井克行（しぶい かつゆき）〈32〉
演 - 味方良介
由夏の交際相手。アカツキ文具のフリーランスのデザイナーのため、非正規雇用であった由夏に別れを告げる。
実際は村松と二股にかけて彼女に乗り越えるために体よく由夏を振っており、そのことに気付いた由夏に責められると豹変し、転職が決まったかもしれないが取り柄がない由夏が幸せになれるはずがないと毒づく。しかし、来栖から彼女は10年間派遣社員として行くさきざきで自分を順応させていき、困っている人を放っておけない彼女の性分から打ち上げで1人であった渋井に宇佐美が声を掛け、社員との会話に引き入れてくれたことで、アカツキ文具での仕事を得られるようになっていたはずだと指摘され、取り柄がないと言うなどまったく見当違いだと反論される。

中田七恵
演 - 大関れいか
山口が転職を担当するアカツキ文具の派遣社員。由夏の後輩。自身が登録するシェパードキャリアを由夏に紹介する。
一か月ほど前に村松が渋井宛てに送るはずだった二人が交際していると分かるメールを誤爆され、由夏が二股にかけられていることを認識しており、由夏が転職だけでもうまくいくようにと彼女のことを案じていた。

村松愛
演 - 工藤美桜
アカツキ文具の営業部。正社員。由夏たち派遣社員に仕事を押し付ける。渋井と交際していた。

合コンの参加者
演 - 福田愛依、安倍乙
中田七恵に誘われ、シェパードキャリアの山口たちとのケーキバイキングの合コンに参加した女性たち。

近藤瞳
演 - 遊馬萌弥
アカツキ文具の正社員。仕事をサボり、洗面所で化粧直しする村松愛の「会議の準備ぐらい派遣さんにやってほしいよね」という意見に同調する。

広沢絵里香の夫
演 - 城野マサト（写真出演）

##### 第3話
笹川直哉（ささがわ なおや）
演 - 渡邊圭祐（第10話回想）
大手食品会社「きさらぎフーズ」の営業第二課社員。大学のサッカー部で培った体育会系のノリの良さを生かし、健康食品部門の営業として働くが、会社が自分の仕事ぶりを正当に評価してくれないと不満を持ち、シェパードキャリアで転職活動を始める。
来栖に上司に受けのいい人間を演じ、その癖が染みついた厄介な人材と評価され、逃げ出したと言っていた退社した同期たちが自分に合う仕事を見つけだしていたことから、その間、あなたは何をしていたのか、時間を無駄にしたのではないかと問われる。
来栖に言われたように「時間を無駄にしている」と思いたくなく、自分なりにやれることをやってみたが、上司の西田に指摘され、自分には中身がないと痛感し、これまで気に入られようと必死で笑って仮面を被っていれば、いつか認められると自分に言い聞かせていたが、それを続けても何も身に付くはずがないと、このまま転職してもどこにいっても同じと思うに至り、転職は一旦保留したいと来栖に告げる。
来栖に社員を多角的に評価してくれる社長がいる中小企業の食品メーカー「クックエナジー」を勧められるが、販促チラシの再準備で徹夜することになり、自分だけ抜け出すわけにはいかないと、面接を辞退する。しかし、来栖が交渉して再度面接の機会を設け、投げ出さない責任感を培った3年間は無駄ではなかったと評価されると、自分を認めてくれない嫌な上司から逃げ出したかっただけと吐露し、評価など関係なく人を大事にする尊敬できる上司の下で働きたいと考え「クックエナジー」の面接を受け、転職する。

西田和馬
演 - 新納慎也 
きさらぎフーズの営業第二課での笹川の上司。取引先の接待での笹川の動きや、新商品の販促のチラシのデザインがなっていないとダメ出しし、お前には乗りの良さしか求めていないと冷たく突き放す。

販売促進課の社員
演 - 三濃川陽介（役名：岡部勇二）、伊藤亜斗武（役名：小野寺颯太）、豊田豪、草野綾
きさらぎフーズの販売促進課の社員。西田にダメ出しされた新商品の販促チラシのデザインのやり直しを笹川から依頼される。
西田の指示漏れで販売日が変更されたチラシの手配や封入作業を、仕事を投げ出さないと評価する笹川のために徹夜で対応してくれる。

カフェの店主
演 - 内田紳一郎
来栖が笹川の面談を行った「カフェ・アンドリュース」の店主。店構えが汚く口コミサイトの評価は5星中2.1と低評価で、特製ナポリタンの味は評価通りのものであった。

高木修也
演 - 見津賢
笹川の同期だったきさらぎフーズの元社員。2か月できさらぎフーズを退社している。退社後はeスポーツの選手に転身して充実した日々を送っていると同期会で笹川に語る。

三田
演 - 佐久間祥朗
笹川の同期だったきさらぎフーズの元社員。退社後はスマホアプリを開発する会社の社長に転身したと、同期会で笹川に語る。

岩橋
演 - 齊藤友暁
笹川の同期だったきさらぎフーズの元社員。2度転職したが、現在はプロジェクトジェクトリーダーに抜擢され今の会社は辞めれそうにないと、同期会で笹川に語る。

吉崎
演 - 岡雅史
きさらぎフーズの取引先「タカ印ホールディングス」の課長。接待中に労を焦った笹川からコラボ商品のPRの提案書を提示されたことで興ざめしてしまい、帰宅してしまう。
後日お詫びの接待の場で、笹川が準備していた大吟醸「瀬戸錦」を贈られ、西田に笹川をしっかり育ててあげるよう言葉をかける。

接待先の社員
橋本恵一郎、細谷雄太
料亭「禅竹」で吉崎とともに接待されるタカ印ホールディングスの社員。

料亭の仲居
演 - 長田涼子
吉崎を接待した料亭「禅竹」の仲居。笹川が準備していた大吟醸「瀬戸錦」を吉崎に届ける。

接待先の社員
村手龍太、水野淳之
料亭「よし邑」で西田と笹川に接待されるきさらぎフーズの取引先の社員。

料亭の仲居
演 - 佐藤侑梨
よし邑の仲居。笹川から「瓶ビールもう1本と御影のロック」の追加注文を受ける。

居酒屋の店員
演 - 宮園莉桜
きさらぎフーズの笹川の同期会が行われた居酒屋「ゆう」の店員。

##### 第4話
剣崎莉子（けんざき りこ）〈30〉
演 - 岡崎紗絵（第3話・第5話・第10話回想）
来栖の元カノで大学の同期。漫画家としての将来が約束されていない交際相手の周介との生活を守るため、今の仕事にやりがいを感じながらも、より高額な収入を得られる会社に転職を希望する。SNSがきっかけで、元カレの来栖が働くシェパードキャリアを訪れる。過去に来栖を支えきることができずに破局したため、今の交際相手の周介を全力で支えようと考えていたが、その思いが相手を幸せにするとは限らないと来栖に指摘され、彼の本音をちゃんと聞いたことがあるのかと問われ、周介と本音で語り合うことを促される。
来栖の後押しで、今の仕事を続けて周介と一緒にいたいと本音を吐露し、互いの考えを分かり合ったことで、転職活動を辞め現業を続けることを決める。

綾野周介
演 - 曽田陵介（第10話回想）
莉子の彼氏。漫画家。才能はあるがなかなか芽が出ず、莉子に生活を支えられている。莉子が自分に相談なしに転職をしようとしたことから、転職理由を知ろうと来栖の元を訪ねると、来栖からの「彼女には幸せになってもらわないと困る」「彼女を幸せにする覚悟はあるのですか」という質問に答えることができず、莉子を幸せにできないと考え、彼女に別れを切り出す。
来栖から莉子を任せるわけにはいかないと言われるが、千晴から「あなたの人生このままでいいんですか？」と問われ、莉子と本音で語り合うことを促される。
千晴の後押しで、本当は別れたくないと本音を吐露し、自分が漫画家として成功することを信じて欲しいと莉子に訴え、交際関係を続けることを決める。

岡山
演 - 内藤秀一郎
莉子と来栖の大学の同期。来栖が入院する病院で莉子と再会する。莉子が彼と笑顔で接している様子を目撃したリハビリ中の来栖は、当時彼女を幸せにする自信や余裕がなく、莉子に岡山と付き合えばいいと言ってしまう。

来栖の上司
演 - 高久慶太郎（第5話回想・第10話回想・最終話）
商社時代の来栖の上司。来栖が交通事故で足が不自由になったため、内定していたアフリカのエネルギー開発の仕事から外し、総務部への異動を告げる。

来栖の同僚
演 - 篠﨑しの
商社時代の来栖の同僚。デスクワーク中心になった来栖に会計データのまとめを依頼する。

e-ウルド社員
演 - 森麻里百、齋藤広大、佑々木優（取締役）
1年前、ライバル社のタキガワが動画配信サービスに着手して以来、ユーザー数が深刻な右肩下がりを続けている状況について会議をしている。

##### 第5話
戸松卓郎（とまつ たくろう）〈28〉
演 - 葉山奨之（第4話・第10話回想）
20代にして転職を繰り返す求職者。千晴が一人で担当することになるが、投げやりな態度で転職活動を行い、「仕事は生活のためで、変な夢とかは持っていない」と終始冷めた態度をとる。
4年前に来栖とは接点があり、交通事故の被害者にもかかわらず、加害者で婚約者だった真奈美の葬儀に参列した来栖に対して、「あんたさえあそこにいなければ」「俺は一生あんたを恨む」と怒りに任せた言葉を浴びせていた。
千晴からの熱心な求人応募のメール案内に対し、シェパードキャリアを退会する旨を返信したことから千晴の自宅訪問を受けるが、退会するからどうでもいいと吐き捨る。
会社に意見が言える人材は社会にとって必要な人材だと千晴からなだめられるが、綺麗ごとだといい立ち去ろうとしたところに来栖が現れ、仕事に夢を見ないのは自由だが、自分の未来にすら希望を持っていないことを指摘され、真奈美が交通事故で亡くなってから自分の人生は止まったままと振り返る。すると来栖から交通事故で夢を持っていた仕事を諦めなければならず、心が一度死んだ話を明かされ、合わない仕事をしていると肉体的にも精神的にも殺されることを知ったことから、苦しんでいる人の力になれるかもしれないとキャリアアドバイザーの道を選んだことを教えられ、自分を責め続けるのはやめて、真奈美の思い出と共に前を向いて生きるよう励まされる。来栖の言葉に考えを改め、転職活動の協力を来栖と千晴に頭を下げてお願いする。

戸松みどり
演 - 片岡京子
卓郎の母親。適当な会社に就職するからすぐ辞めるはめになると心配する。食事を準備するが、亡くなった真奈美から教わった料理であると、息子に失言してしまう。

前職の上司
演 - 大津慎伍
卓郎の前職の上司。残業改善を検討すると言いながら改善の兆しが見られないため、何をするか分からないと卓郎に抗議されると、脅しで大問題になると返したことから、卓郎はこんな会社辞めてやると吐き捨て退職する。

転職先候補の面接官
演 - 坂本直季
シェパードキャリアが卓郎に紹介した会社の面接で、彼に正義感が強いと声をかけるが、彼の自己肯定感の低さとネガティブな言動が気になり、不採用にする。

安永真奈美
演 - 水上京香
亡くなった卓郎の婚約者。4年前、来栖を轢いた車を運転していた女性。自動車部品メーカーでサービス残業が多く、連日睡眠時間が短いために仕事中に居眠り運転をしてしまい、来栖との接触を避けようと衝突事故を起こして亡くなってしまう。最後まで事故を回避しようとハンドルを切り、来栖に逃げるように叫び続けていた。

安永真奈美の両親
演 - 得田舞美、荒木誠
真奈美の葬儀に参列した来栖にひたすら謝罪する。

##### 第6話
八王子道正（はちおうじ みちまさ）〈39〉
演 - 宮野真守（第10話回想）
エイダン不動産小堂店の新築および中古マンションの販売を担当。不動産販売業界は17年目で、営業として実績を積み、何度も売り上げトップで表彰された、自他ともに認めるトップセールスマン。しかし、一つの会社に留まることが性に合わず、これまで6回の転職を経験しており「転職王子」と呼ばれる。今回も3年勤務したエイダン不動産の職場に飽きてしまい、他の不動産営業への転職を考え、シェパードキャリアを訪れるが、転職限界年齢は35歳であり、転職回数は3回が限度で求人先から敬遠されるため、過去に2回自身を担当した絵里香がさじを投げたことから、千晴が担当することとなった。
有能な営業マンではあるが、キャリアアップを重視せず、転職を繰り返す前提に転職活動をし続けているために、実績と能力の人間に責任ある立場で活躍してほしい求人先から敬遠され転職面接に落ち、ふらふらしているアラフォーを許容してくれるほど、社会は寛容ではないと来栖から指摘される。その来栖の言葉に、現場でばりばり働いていたいという職場を求めているため、出世を打診されるたびに転職を選んでいたことを明かすと、転職は道の途中であり、人生の第1章と第2章のつなぎみたいなもので、決して生きがいにするものではないと忠告される。
自身の置かれた状況を鑑み、転職するべきか現職に残るべきか迷っていることを打ち明けると、来栖から、これまでやったことのないほうを試すことを提案され、転職を辞める決意をし、留まったエイダン不動産で管理職の班長になると、班のノルマ達成や小池の指導を期待されプレッシャーを感じ、営業成績の悪い小池に辛く当たってしまう。
自分がかつて勤めていた職場の上司のようになりたくないと思って転職を繰り返していたが、出世して管理職になると数字やノルマに追われ幸せそうな人が皆無であったことが影響し、出世したくないと考えるようになったことを来栖たちに吐露し、楽しく仕事がしたいのに、なりたくない上司になってしまった自分はどうすればいいのか、来栖に助けを求めるが、自分がどのような上司になりたいかを問われる。
来栖の言葉に触発され、営業成績の芳しくない小池に親身になって根気よく営業を指導し、成約が取れた小池から感謝されるが、澤村から時間がかかり過ぎているので、多少の誇張を使ってもノルマを上げるように言われてしまい、上司が部下に教える文化や、営業マン同士の助け合いの文化がない不動産業界を自分一人では正せないと心を痛めるが、夢が見つかったなら覚悟を決めるだけと来栖に後押しされ、今までの悪習がない不動産営業の会社を作ることを決意し、独立して八王子不動産を起業する。
転職活動の支援としては来栖はタダ働きであったが、来栖が知人に八王子が独立したと連絡すると多くの客を紹介され、何人か雇いたいとして横山に新しい求人を紹介し、彼の売り上げに貢献させている。

下館
演 - 矢野聖人
エイダン不動産小堂店の店長。新築マンションの成約件数で、セールストップの八王子を褒め、タコ（成約ゼロ）の小池を叱責する。
しかしその裏では、実績と経験のある年上の部下の八王子はやりづらくてしょうがないと澤村に愚痴をこぼしており、もし八王子が転職したら、次は年相応の人を雇ってほしいと交渉する。
八王子が管理職の班長に昇進すると、班のノルマ達成や小池の指導などを求める。

小池
演 - 西垣匠
エイダン不動産小堂店のマンション販売担当。営業成績がよくない自分にマンション販売のノウハウを明かしてくれる八王子を尊敬していたが、管理職になった途端、ノルマ達成を要求して厳しい態度で接するようになったため、ほかの上司と一緒であると失望する。しかし、管理職の班長として、八王子が親身になって根気よく営業を指導し、成約を取れたことで、彼に感謝する。

澤村（さわむら）
演 - 岩谷健司
エイダン不動産のセンター長。転職しようとする八王子に、班長として下館を盛り立てることを考え直すように告げる。

宇治川伸（うじがわ しん）〈30〉
演 - 粟大和
不動産業界の転職希望者。不動産販売業界は8年目で、八王子とともにシェパードキャリアから同じ転職先を紹介され2人で面接を受けるが、八王子のように営業成績はトップではないが、頼りにされる営業マンになりたいと抱負を述べ、採用される。
元山

演 - 島崎義久
八王子がかつて勤めていた東浜ハウジングでの上司。当時営業成績の悪かった八王子にノルマを達成する気はあるのかとプレッシャーをかけ、売り方を教えてほしいと尋ねられると、やり方は見て盗むのが常識だと冷たく突き放す。

面接官
演 - たれやなぎ
八王子と宇治川が転職面接を受けた不動産会社の面接官。

##### 第7話
皆川晶穂（みながわ あきほ）〈30〉
演 - 黒川智花（第10話回想）
製薬業界への転職を希望する女性。乙葉製薬の営業部に新卒入社以来8年勤めていたが、8名のみの少人数の部署で、それなりの裁量権も与えられ、仕事自体は楽しいと思っていたが、人数が少なく、一人一人の仕事の負担が大きく、誰か一人が休むと、回らなくなるほどの激務であったため、同社を退職し、同じ業界内で十分な人員が確保された会社への転職を希望してシェパードキャリアを訪れる。広沢と千晴が担当するが、広沢が子育て中と知ると彼女を担当から替えてほしいと千晴に申し出る。
千晴が来栖を伴い自宅マンションで面談を行った際に広沢の担当を変更しようとした真意を確かめられると、乙葉製薬の先輩である日下部が妊娠したことで産休に入り彼女の担当する営業先を引き継ぐことになり、1年後、日下部が職場に復帰後も、彼女の前任者であったことから時短勤務をしていた日下部の回り切れなかった顧客をフォローし、日下部の手に戻ったのは元の担当の半分で、残りの半分は自分の担当のままであり、日下部の子供が熱を出したり、早退したり休んだりした際も彼女のサポートをしており、猿田に他の人との分担を希望するが、一か月後も会社の求人情報は一向に更新されなかったため、自分に負担を強いても何とも思っていないと思って退職願を提出し、日下部に酷い言葉を言ったことを後悔していたため、子供がいる広沢を千晴がサポートしている姿に、日下部と自分を重ねてしまい、担当の変更を希望したと明かす。
後日、広沢から転職先を紹介されるが、それは退職した乙葉製薬で、来栖に企業ヒアリングを依頼された横山により、自身が退職後も人員不足のまま業務を続けていたが、いよいよ営業部が回らなくなり、営業部が人を増やしてほしいと直訴した結果、日下部が中心となって採用活動がスタートし、男女関係なく、1人の人に負担が集まらないよう全員の労働状況が可視化できる仕組みを作り、対策委員会を社内に立ち上げたことが判明し、面接に現れた日下部から、また一緒に働きたいと誘われたこともあり、乙葉製薬へ再就職する。

戸田優吾
演 - 入江甚儀
とごう百貨店に勤務する晶穂と同居する男性。学生時代から交際する晶穂にプロポーズするが、転職活動中で無職のため、負担を掛けたくないとの理由で断られてしまう。しかし、彼女が乙葉製薬への再就職が決まると、前向きに考えたいと、プロポーズを受け入れられる。

日下部さやか（くさかべ さやか）
演 - 村川絵梨
乙葉製薬で晶穂が新入社員のころからの憧れの先輩。妊娠して産休に入り、晶穂に仕事を引き継いでもらう。1年後に復帰するが、時短勤務や子供のために早退や休んだりしたことで、仕事の負担が変わらなかった晶穂が限界を感じ、酷い言葉を言い残して退職してしまったことから、責任を感じていた。晶穂が退職後も人手不足のまま業務を続けていたが、いよいよ仕事が回らなくなったことから、晶穂の退職の一件もあり、広沢にもアドバイスを貰い、取り組みの発起人となって人事部にも掛け合い、会社全体が変わるように働きかけていることを晶穂に話す。

猿田
演 - 赤ペン瀧川
乙葉製薬営業部の部長。晶穂の上司。産休に入った日下部が担当していた営業先の病院を晶穂に引き継がせるが、日下部が復帰後も、そのまま引き継いだ営業先を担当させ、負担を感じた晶穂から他の人にも分担するようお願いされ、近いうちに人材募集をかけるつもりと言うが、1か月後も会社の求人情報は更新しないままであった。晶穂が退職後も人員不足のまま業務を続けていたが、いよいよ仕事が回らなくなったことから、社員たちから人員増員の要望が出て、働き方改革を行うようになり、横山が来栖に依頼されてヒアリングを行った際は、日下部や人事担当者、数名の営業部の人間とともに同席し、部内の働き方対策について説明した。

##### 第8話
石岡遥太（いしおか ようた）〈28〉
演 - 飯島寛騎（第10話回想）
フリーライター。大学卒業後から「他人に使われる人生では、成功者とは呼べない」と豪語しフリーライターとして活動するが、現在は飲食店のアルバイトで食いつないでいる。そのため、会社員としてのキャリアを積めば自身の市場価値を高めることにもなるという名目のもと、過去の有名メディアへの掲載実績をアピールし、ずっとフリーランスであったことから、一度正社員を経験するためにネットメディアか出版・広告企業への転職を希望する。そして、来栖と千晴との面談の場に、転職エージェントは何社か掛け持ちするのがいいと言われており、大手エージェントであるキャリフィックスの天間も「どうせなら手間を省くため」という理由でともに面談をするために呼ぶ。
出社は多くて週2回で平均年収400万前後の仕事を希望するが、経歴として書いた記事がいずれも3年以上前のものだったため、来栖からその両方ともに正社員になりたい未経験のフリーターとして選考されると忠告され、中小の転職エージェントにはスタッフに当たり外れがあると毒づく。しかし天間からは広告系企業や大手出版社はハードルが高いが、他にライター経験を生かせる業界や職種も併せて探し、入社直後からリモートワークであると会社の雰囲気や価値観を把握できないまま仕事を進めることになってしまうため、もう少し出勤回数を増やしたほうがよいと自身との会話を要約されたものを投げ返されると、会話に前向きになり提案を受け入れる。
自分に合う企業として、シェパードキャリアからは自社メディアの運営に力を入れ編集者兼ライターを正社員として募集している旅行会社「ロマントラベル」、キャリフィックスからは順調にPV数を伸ばし成長を遂げており、即戦力となるライターを正社員として募集しているニュースアプリ「ほっとニュース」を紹介されると、メディア系であることからほっとニュースの選考に進むことを決める。すると天間から選考を前に本当におすすめできるかどうか1日企業見学を実施し、選考に進むかどうか判断されたうえで、面接を受けたほっとニュースに入社するが、2週間で退職願を提出してしまう。フォローアップという名目でシェパードキャリアに呼ばれ、天間も同席し辞めてしまった理由を問われると、体験入社で天間が石岡は自分よりもっと優秀だと宣伝したことで期待され、みんなからプレッシャーをかけられたことで追い込まれて苦しくなり、そういった環境で結果を出し続けるのは無理と判断して辞めたと明かす。しかし、天間に手取り足取りレールを敷いてもらったことから期待が上がるのは当然だと来栖に指摘され、会社員は敷かれたレールの上に乗っているだけではダメだと忠告される。また、「これからはキャリアの掛け算が必要」「社員であっても個人商店のあるじという意識が大事」などビジネス書にも書かれていた受け売りの言葉を使い、フリーランスを選択したのは、新卒当時のベストセラー『他人に使われない人生』を読んで影響されたからではないかと指摘され、ビジネス書の著者もキャリアアドバイザーもあなたの人生に責任を持つことはできないので、誰かのせいにしても何も変わらないと注意される。
来栖の石岡への助言に、自分は石岡のことをちゃんと見ていなかったのかもしれないと考えた天間は、石岡の3年前の記事を改めて読み返し、完成度が高くPV数が取れるテクニックが凝縮されて見事だと評価する一方、それだけの記事でしかなく、そのさらに4年前にブログに書いた個人的な旅行記は、雑記ブログのため構成などは荒いが情景が浮かんで声に出して笑い、泣きそうになった最高の文章で才能があると感じたことを伝え、自分らしさを武器に求められることよりやりたいことをやるべきだと助言する。まずはほっとニュースで得意な旅行関連の記事に挑戦すべきではと勧められたことから、上司が退職願を預かってくれていたほっとニュースで頑張ることを決意する。
退職を取りやめると、積極的に企画を提案して結果も出始めるようになり、千晴に「転職の魔王様」という連載企画で、来栖を取材したいと連絡してくる。

面接官
演 - 福澤重文
ほっとニュースの面接官。石岡にフリーから正社員のライターへの転職理由を質問する。

上司
演 - 日向丈
ほっとニュースで石岡が配属されたチームの上司。記事を請け負った石岡にお手本となるフォーマットの作成を依頼する。

「ほっとニュース」の社員
演 - 烏森まど、藤井仁人、松井りな、喜多貴幸
天間から優秀と宣伝されていた石岡のネットニュースの記事が思ったよりPV数を稼げなかったことで、期待外れだと陰口を叩く。

石岡の同期
演 - 稲川悟史、泉拓磨（役名：清水）、大朏岳優、高梨瑞樹、小林万里子
石岡の大学時代の同期。友人であるコウスケの結婚式二次会後の飲み会で、石岡は取材していない女性タレントの取材記事を書いたと見栄を張るため嘘をついてしまう。

カフェ店員
演 - 坪井奈子
石岡のキャリア面談を行ったカフェの店員。

渚優美
演 - 永島聖羅（写真出演）
主演映画『ゆらぎ』の無記名のWEB記事は石岡が書いたと名前を使われた。

##### 第9話
五十嵐君雄（いがらし きみお）〈43〉
演 - 金子ノブアキ（第10話回想）
洋子が唯一担当する求職者。元小学校教諭。13年ほど前、担任学級の修学旅行を依頼して出会った当時ヒバリツーリストに勤務していた洋子と2年ほど交際し、両親にも彼女を紹介していたが、突然教諭を辞職し、理由を明かさないまま洋子に別れを告げており、それ以来引10年間ひきこもってしまう。就職先を紹介しようとする洋子に自分はこのまま死んでいくと告げ、今の自分が就職できるかと問いかけ、「君の顔はもう見たくない」「君はもう他人なんだ」と洋子に言い放つ。
洋子から事情を聴いた千晴と来栖が自宅に訪問し、ひきこもりとなった原因を調査する過程で卒業文集や寄せ書きに何も書いていない教え子の藤川孝介がいたことが判明し、彼がクラスから無視されていじめられており、クラスの中に居場所を作ろうと努力したことが逆効果となり、君雄に告げ口をしたとかえっていじめが悪化して、ひきこもりにしてしまう。そして彼から「先生のせいで僕の人生めちゃくちゃだ」と言われたことから、責任を感じ自身もひきこもりとなってしまっていた。
しかし、シェパードキャリアがひきこもりの人たちの社会復帰に向け準備した交流会で、その藤川が自身の「どんな形でもいいから人とつながるのをあきらめないでほしい」という言葉が切っ掛けで社会復帰していたことを知り、自分が人生をいかに無駄にしてきていたかを思い知らされ、43歳の自分は簡単にやり直せない何の生産性もないひきこもりだと卑下するが、来栖からひきこもりに生産性がないと誰が決めたのかと言われ、外に出られなくても家にいながら社会と繋がる方法はあり、過去は変えられないが未来は変えることができるので、いつまでも過去にとらわれず今を生きるようにと促される。また、家族など親しい人では愛情があるからこそ解決できない問題があるが、そのためにキャリアアドバイザーという仕事があると千晴から助言され、次の一歩を踏み出す手伝いをさせてほしいと呼びかけられる。来栖から「どんな形でもいいから人とつながるのを諦めないでください」と自身が藤川に掛けていた言葉で励まされ、ひきこもりから抜け出す決意を固める。その帰り道、10年ぶりに息ができた気がすると吐露し、洋子から休みながらでいいから少しずつ歩いていけばいいと励まされると、10年間、自分のことを諦めないでいてくれてありがとうと感謝の言葉を口にする。
社会復帰に向け、まずは身の回りを整えること、健康な体を作ることから取り掛かり、両親に任せきりだった家事も自分が行うようになり、この先社会復帰できれば、同じようにひきこもりだった人たちに社会に出るサポートをしたいと考えるようになる。

五十嵐夏子（いがらし なつこ）
演 - 朝加真由美
君雄の母親。小学校教諭をしていた息子の悩みに気づいてやれず、ひきこもりとなってしまったことに責任を感じている。
息子を慕っていた生徒たちが卒業するとき、卒業文集や寄せ書きを家まで持ってきてくれたが、封を開けていないことを来栖と千晴に教える。

五十嵐明（いがらし あきら）
演 - 越村公一
君雄の父親。健康診断に引っ掛かり、すぐにどうこうというわけではないが夏子も含めて70代で若くないと改めて実感し、どちらかが先に亡くなれば残ったほうと君雄が路頭に迷うのは目に見えていたため、この先どうするのかと聞いたところ、俺のことが邪魔なのだろうと怒らせてしまう。

藤川孝介（ふじかわ こうすけ）〈22〉
演 - 野村康太（小学生時代：井上涼太）
君雄の元教え子。中央区立明陽小学校の卒業生で、ひとりだけ卒業文集にも寄せ書きにも何も書いていなかったことが来栖たちの調査で判明し、君雄がひきこもりとなったことに関係しているかもしれないと考えられたことから、シェパードキャリアの社員たちに行方を探される。
当時クラスから無視されていじめられており、クラスの中に居場所を作ろうと君雄が努力したことが逆効果となり、君雄に告げ口をしたとかえっていじめが悪化して不登校になってひきこもりとなってしまったことから、自宅を訪ねてきた君雄に「先生のせいで僕の人生めちゃくちゃだ」と言い放ってしまい、責任を感じた君雄がひきこもりとなる原因を与えていた。
シェパードキャリアが準備したひきこもりの交流会に参加して自身のひきこもり体験を告白、5年ほどひきこもっていたが、17歳の時にこのままではいけないと思うようになり、君雄が「学校だけが居場所じゃない。どんな形でもいいから人とつながるのを諦めないでほしい」と言い続けられていたことを思いだし、当時は小学生でその言葉を受け入れることができず、学校でうまくいかないことのいらだちを君雄にぶつけ拒絶していたが、時間がたって冷静になって考え直すと、本当に大切なことを言ってくれていたと考えられるようになり、フリースクールに通い友人もでき、就職することもできて、ひきこもりから抜けだすことができたと語る。もし君雄に会うことができたら、小学生当時のことを謝りたい、ありがとうと言いたいと述べ、自分の経験が少しでも誰かの力になれたらと参加者たちに語り掛ける。

君雄の教え子
演 - 戸井田竜空、西川晃一朗
小学校教諭時代の君雄の教え子。

##### 第10話
矢吹健一（やぶき けんいち）〈38〉
演 - 高橋光臣
大手レストランチェーン「スターグリル」のシステム部に勤務するシステムエンジニア。収入について妻の江美里がなにげなく発した一言がプレッシャーとなり、家族の将来を考えて年収を2倍にしたいと熱望する。大阪出張で来栖が不在のため、独り立ちしようと意気込む千晴から、経理システム設計の経験と複数の金融がらみの資格を取得していることを生かし異業種のフィンテック業界を提案される。そしてベンチャー企業「BitMoneyPartners」への内定が決まったことから会社を早退して江美里に報告するが、転職を反対される。
江美里が退院すると、来栖とともに自宅を訪問した千晴から江美里たちの気持ちを理解できていなかったと謝罪を受け、併せて健一は家族思いのすばらしい会社員と思っていたが、必ずしもそうではなく、毎日帰って子どもたちの寝顔を見るのが楽しみだと言っていたのは、子どもたちが寝るまで帰っておらず、江美里の大変さを分かっていないのではないかと指摘される。
江美里は家事も育児も完璧だと言っていたが、その裏にある江美里の苦労が見えていないすれ違いが起こっていたのではないかと述べられ、受験やよその家庭の話を切り出したのはお金のこともあるかもしれないが、家族のことに目を向けてほしいという思いがあったのではないかと告げられる。そうすると残業やハードワークも覚悟のうえという転職は江美里の思いとは真逆ということになると指摘される。転職はあなた1人の問題ではないと千晴から切り出され、生活をともにする江美里に内緒でするようなものではなく、江美里は敵ではなく一緒に家庭を守る仲間なので自分の思いをきちんと伝えるだと訴えかけられ、そのことに気づけなかったと謝罪をうける。そして、江美里の苦労をちゃんとわかっていなかったと謝罪し、入院した日の翌朝、子供たちの準備をするのも大変だったことから、これまでなにもできていなかったことを江美里に謝罪する。
江美里が自分が働き詰めにならず、子どもたちとの時間を増やすために働きに出たいということを聞いた千晴から「託児所付きの企業で働けば、江美里に自由ができて仕事を始められるかもしれない」と提案され、来栖から「転職の正解は求職者の数だけあり、自分たち自身にしか分からないので、千晴が寄り添ってしっかりとした答えを出すよう告げられると、江美里と相談し、給料2倍ではないが夫婦ともども納得の転職を遂げる。

矢吹江美里（やぶき えみり）
演 - 大西礼芳
健一の妻。内定が決まったことを健一から報告されるが反対する。私の気持ちを考えていないと健一と口論となり、自宅を訪問した千晴にも「余計なことをしないでください。あなたに私たちの何がわかるのか」と激昂し、千晴を帰らせようとしたところでストレスからくるめまいで倒れ込み意識を失い、病院に搬送される。
退院後、千晴が健一の転職希望先が、自分の思いとは真逆ではないかと指摘され、それならそう言ってくれなかったのかと健一から問われると、話を聞こうとしてくれず、大事なプロジェクトがあると言われたため頑張っている間は支えたいと思っていたことを明かす。自分の思いをちゃんと伝えられていなかったと健一に伝え、健一からこれまで何もできていなかったことを謝罪されると、健一が家族のために頑張っていることは分かっていたが、もう少し家のことも見てもらって、その代わりに自分も働きに出たいという思いがあり、自分が働きに出れば、健一も働き詰めにならず、子どもたちとの時間も持てるのではないかと伝える。

矢吹彩香（やぶき あやか）
演 - 松岡夏輝
健一と江美里の娘。江美里が入院した病院で「パパの仕事今のままでいいです。お金もいらないです。だからもう来ないで下さい。仲良しのパパとママを返してください」と千晴に訴え泣き出す。

矢吹由衣（やぶき ゆい）
演 - 大井裕唯
健一と江美里の娘。江美里が入院した病院で「パパとママに意地悪しないで下さい」と訴え泣き出す。

医師
演 - 桑名悟史
健一に江美里の疲れがたまっており、ストレスからくるめまいで倒れたと報告し、明日には退院できると報告する。

看護師
演 - 徳江かな
健一に江美里が入院する手続きを依頼する。

健一の上司
演 - 中野剛
来期に昇進させてもらえる約束が、今の会社の業績では昇進だの昇給だの言ってられないと健一に我慢するよう伝える。

配達員
演 - もべたいら
オーバーイーツの配達員。NORTH AND SOUTH STYLEが始めたデリバリーを担当する。

児玉雄一郎（こだま ゆういちろう）
演 - 小関裕太（最終話）
4年前、来栖が商社マン時代の同期。上から急な異動を命じられるも、仕事内容を変えたくなかったため、エネルギー開発事業を専門に扱う商社「石光エネルギー」の海外エネルギー事業部に転職しており、来栖が商社時代に外されたアフリカでの持続可能エネルギー開発のプロジェクトのスタッフとして転職しないかとスカウトに現れる。
何をやっても自分が2位で、来栖には勝てなかったが、彼が事故に遭って会社を辞めたことで追い抜くことができず、辞めたときにも何もしてあげられなかった悔いが残っていたため、千晴に転職のプロとして来栖を説得するように頼み込む。
だが、千晴からの面談を受けたことでキャリアアドバイザーの仕事が好きであると気付いた来栖から頼みを断られると、職場に不満ができたらまた転職の相談に行くと連絡する。

##### 最終話
滝藤航平（たきとう こうへい）〈37〉
演 - 駿河太郎
食品会社「日和食品」勤務。学生時代からの夢である広告プランナーを志望しており、3年前にシェパードキャリアを訪れ、広告代理店を5社受けるも内定には至らず、広告・宣伝に力を入れている大手企業に照準を移し、日和食品に入社する。入社後1年ほどは頑張ったものの、思うように結果が出せず、広告・宣伝とは別の仕事に回され、現在は販促イベントの雑務をしている。
新商品のサンプルを配布している姿を優斗に見られたことで、後ろめたさを感じてこのままではだめだと思い、思い切ってシェパードキャリアを再度訪れるも、来栖からは特に実績を積んでおらず転職限界年齢はとうに越えているため、転職活動はさらに厳しくなると言われる。だが3年前、来栖に言われた「可能性がゼロではない限り夢を追い続ければいい」という言葉からもう一度挑戦したいと懇願する。
来栖に自身が考案した広告を見せるも「ありきたりで推薦することができない」と切り捨てられると、せめてクリエーティブ職ではなくても事務でも何でもいいから広告代理店に転職することはできないかと頼む。
その後、日和食品が無料配布する新商品「露月ビール」の販売イベント「新商品！味わいフェスティバル」で、冷蔵庫が故障して配布していたビールが足らなくなったが、部下の社員たちに指示を出しててきぱきと動いていた姿を、優斗に褒められる。そして、イベントを訪れていた千晴からも新たな求人を紹介しようかと思っていたが、熱心に責任感を持って仕事をしており、部下からの信頼も厚くて輝いていたため、自分自身の問題が過去の夢にとらわれるあまり今の自分に自信が持てなくなることであり、優斗からの言葉が答えであると言われる。
そして、来栖からも「夢を諦めろとは言わないが、夢の形は変わることはある。もう一度今の自分を見つめ直して、今の自分が何に打ち込み何に喜び何を大事にしているのか。答えは全てすぐ近くにあるのではないか？」「あなたの人生このままでもいいんじゃないですか？」と言われ、転職を諦める。

滝藤優斗（たきとう ゆうと）〈10〉
演 - 長尾翼
航平の息子。新商品のサンプルを配布する仕事をしている父親を偶然見かけてかっこいいと思い、「新商品！味わいフェスティバル」でも熱心に仕事をする父親を見て、将来は父親のような立派な会社員になりたいと告げる。

岡野、水野、沢田、役名不明
演 - 尾倉ケント、川久保晴、樫尾篤紀、川目モネ
日和食品での滝藤の部下の社員たち。

客
演 - 小野由香
滝藤が渡した新商品のサンプルを邪魔でゴミになるだけだとその場で投げ捨ててしまう。

客
演 - 続橋志穂美
「新商品！味わいフェスティバル」で、ビールがなくなるのではといら立つ客。

来栖嵐の父
演 - 高橋努
エネルギー開発への投資を仕事とする商社マンで世界を回っており、嵐が目標としていた。幼いころの嵐に仕事について丁寧に説明しており、意味は半分も分からなかったが、それがきっかけで嵐は商社マンとなった。

### スタッフ
- 原作 - 額賀澪『転職の魔王様』『転職の魔王様2.0』（PHP研究所）[5]
- 脚本 - 泉澤陽子、小峯裕之[5]
- 音楽 - 横山克、橋口佳奈[5]
- 主題歌 - milet「Living My Life」（SME Records）[94]
- オープニング曲 - LIL LEAGUE from EXILE TRIBE「Monster」（rhythm zone）[95]
- アニマルトレーナー - 伊賀紀江
- リーガルアドバイザー - 芦原愛一郎
- アクション監修 - 釼持誠
- 医療監修 - 中澤暁雄
- CA指導 - 佐川好司
- 監督 - 堀江貴大、丸谷俊平、保坂昭一[5]
- プロデューサー - 萩原崇、石田麻衣、櫻田惇平[5]
- 制作協力 - ホリプロ[5]
- 制作著作 - 関西テレビ放送[5]

### 放送日程
| 話数                                                                        | 放送日  | サブタイトル                                       | サブタイトル                                                                | 脚本     | 監督     | 視聴率 |
| 話数                                                                        | 放送日  | 本放送                                             | その他                                                                      | 脚本     | 監督     | 視聴率 |
| --------------------------------------------------------------------------- | ------- | -------------------------------------------------- | --------------------------------------------------------------------------- | -------- | -------- | ------ |
| 第1話                                                                       | 7月17日 | それぐらい自分で決めてください                     | 毒舌の嵐!超異色の転職エージェント降臨 人生の悩み一刀両断!働く全ての人の物語 | 泉澤陽子 | 堀江貴大 | 5.4%   |
| 第2話                                                                       | 7月24日 | あなたの本当の幸せはなんですか?                    | 本当の幸せはなに? アラサー女性派遣社員 仕事と結婚の選択!                    | 泉澤陽子 | 堀江貴大 | 5.2%   |
| 第3話                                                                       | 7月31日 | とりあえず3年はもはや死語です                      | 明かされる嵐の苦悩 若手社員を一刀両断!笑顔の仮面取り払え                    | 小峯裕之 | 丸谷俊平 | 4.6%   |
| 第4話                                                                       | 8月07日 | あなたの人生の前では、どうだっていいものなんですよ | 元恋人が転職相談! 魔王の恋の破局の真相 今カレとの修羅場!                    | 泉澤陽子 | 丸谷俊平 | 5.4%   |
| 第5話                                                                       | 8月14日 | 仕事に夢を見ないのはご自由です                     | 因縁の相手との再会! 魔王の事故の真実とは!? ついに語られる思い               | 泉澤陽子 | 堀江貴大 | 4.5%   |
| 第6話                                                                       | 8月21日 | 転職は決して生きがいにするものではありません       | 転職王子と大バトル! さらに運命の恋の予感!?                                  | 泉澤陽子 | 堀江貴大 | 4.9%   |
| 第7話                                                                       | 8月28日 | 人も会社も、いつだって変わることができるんです     | 新タッグ誕生で波乱 結婚と子育てと仕事!誰にも言えない思い                    | 泉澤陽子 | 丸谷俊平 | 4.5%   |
| 第8話                                                                       | 9月04日 | あなたの人生に責任を持つことはできません           | 魔王VS天使の対決! 波乱の三角関係が!?自信家男子に苦戦！                      | 小峯裕之 | 保坂昭一 | 5.1%   |
| 第9話                                                                       | 9月11日 | ひきこもりに生産性がないなんて誰が決めたんですか   | 社長の秘密!悲痛なSOS! ひきこもりの恋人を救え                                | 泉澤陽子 | 丸谷俊平 | 5.1%   |
| 第10話                                                                      | 9月18日 | 転職はあなた1人の問題ではありません                | 最終章へ!二人の過去! 運命を変えた雨の日!                                    | 小峯裕之 | 堀江貴大 | 5.3%   |
| 最終話                                                                      | 9月25日 | 夢をあきらめろなんて言うつもりはありません         | 最終回!魔王の転職! かつての夢か現実か!二人の決断                            | 小峯裕之 | 堀江貴大 | 5.5%   |
| 平均視聴率 5.0%（視聴率はビデオリサーチ調べ、関東地区・世帯・リアルタイム） |         |                                                    |                                                                             |          |          |        |

- 初回は22時 - 23時9分の15分拡大放送[99]。

| カンテレ制作・フジテレビ系列 月曜夜10時枠の連続ドラマ                     | カンテレ制作・フジテレビ系列 月曜夜10時枠の連続ドラマ | カンテレ制作・フジテレビ系列 月曜夜10時枠の連続ドラマ   |
| 前番組                                                                    | 番組名                                                | 次番組                                                  |
| ------------------------------------------------------------------------- | ----------------------------------------------------- | ------------------------------------------------------- |
| 合理的にあり得ない 〜探偵・上水流涼子の解明〜 （2023年4月17日 - 6月26日） | 転職の魔王様 （2023年7月17日 - 9月25日）              | トクメイ!警視庁特別会計係 （2023年10月16日 - 12月25日） |